# Dział (pasmo górskie)

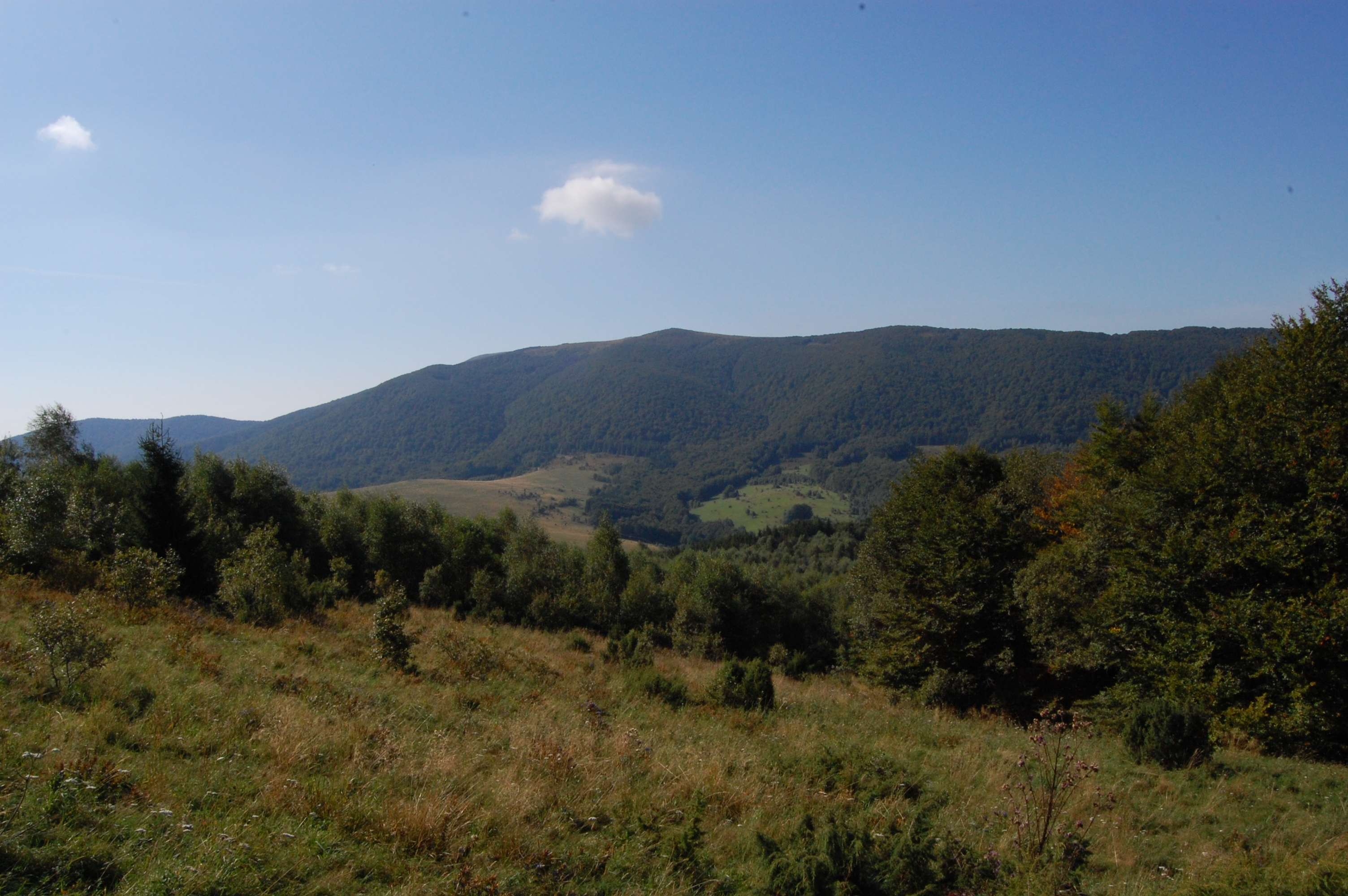
Dział, widok z Połoniny Caryńskiej

Dział – pasmo górskie położone ponad wsią Wetlina w Bieszczadach Zachodnich.

## Topografia
Grzbiet rozpoczyna się na szczycie Małej Rawki i biegnie ok. 7 kilometrów – najpierw na północny zachód, potem na zachód, a następnie kończy się stromym stokiem opadającym ku Górnej Solince. Położony jest pomiędzy doliną Górnej Solinki na południu i zachodzie a dolinami Wetlinki oraz Prowczy na północy. Od sąsiednich masywów Połoniny Wetlińskiej i Połoniny Caryńskiej oddzielają go odpowiednio Przełęcz Wyżna oraz Przełęcz Wyżniańska. Pasmo Działu posiada kilka niewybitnych kulminacji o wysokościach 930, 1100, 1141, 1147 oraz 1214 m n.p.m., (przy czym ostatnia kulminacja jest niewybitnym przedłużeniem Małej Rawki).

## Opis pasma
Grzbiet jest na ogół pokryty lasem, ale występują na nim liczne polany, z których roztaczają się widoki na pasmo graniczne oraz na Połoninę Wetlińską i Caryńską.
Na całej długości pasma grzbietem prowadzi zielony szlak turystyczny z Wetliny będący najpopularniejszą trasą wiodącą do Małej i Wielkiej Rawki. Czas przejścia wynosi: 3:30 h do góry, 2:30 h w dół.
Dawniej przez grzbiet tego pasma przebiegała granica pomiędzy własnościami Kmitów a własnościami królewskimi miejscowości Moczarne.
Występuje tutaj dzwonek szerokolistny – W Polsce gatunek bardzo rzadki, znany tylko z 6 stanowisk (wszystkie w Bieszczadach).

## Piesze szlaki turystyczne
Wetlina Kościół – Dział – Mała Rawka – Bacówka PTTK Pod Małą Rawką – Przełęcz Wyżniańska – Połonina Caryńska – Przysłup Caryński – Koliba Studencka
 Dział – Przełęcz Wyżna – Chatka Puchatka

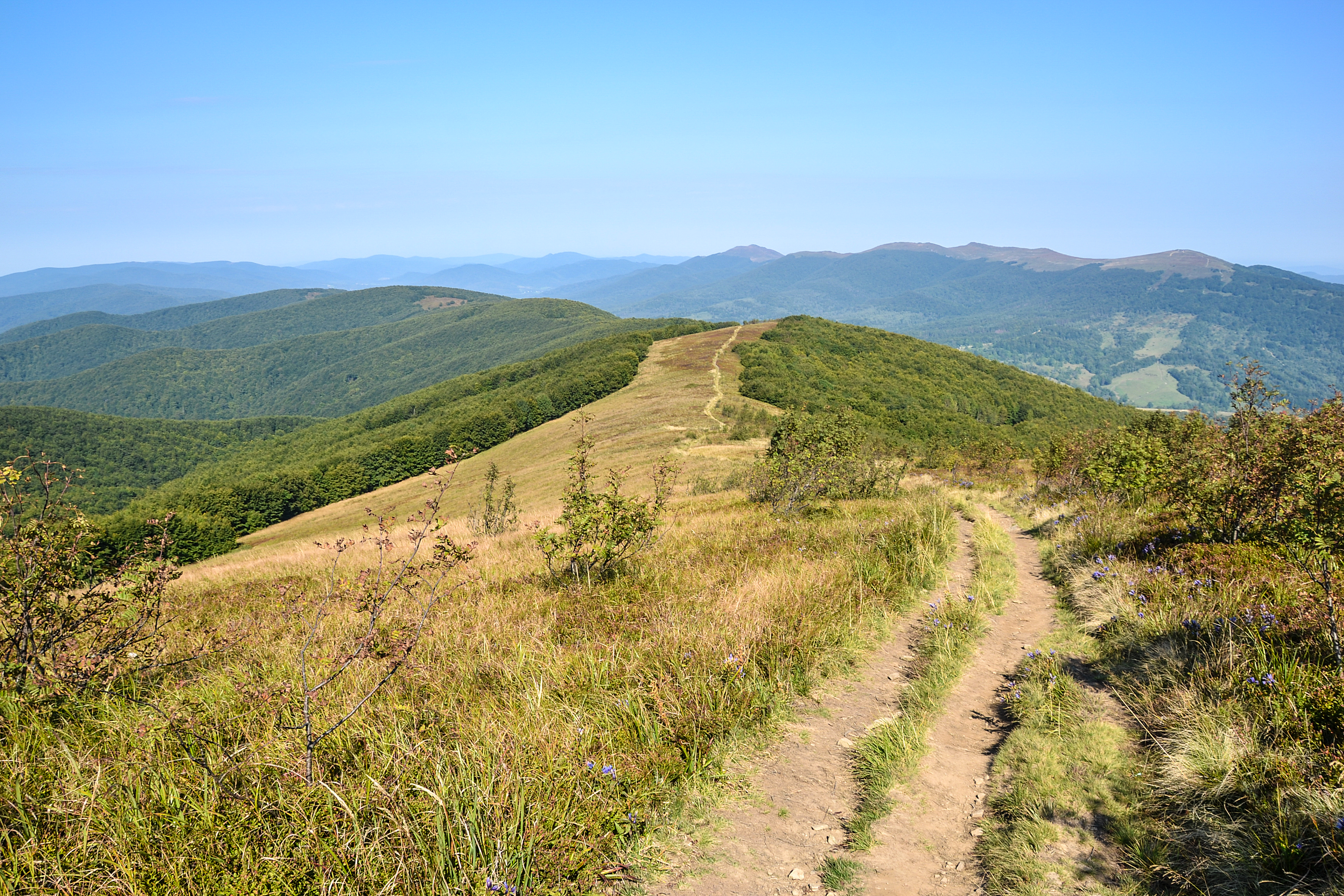
Jedna z wielu polan grzbietowych Działu